# 桜街道駅

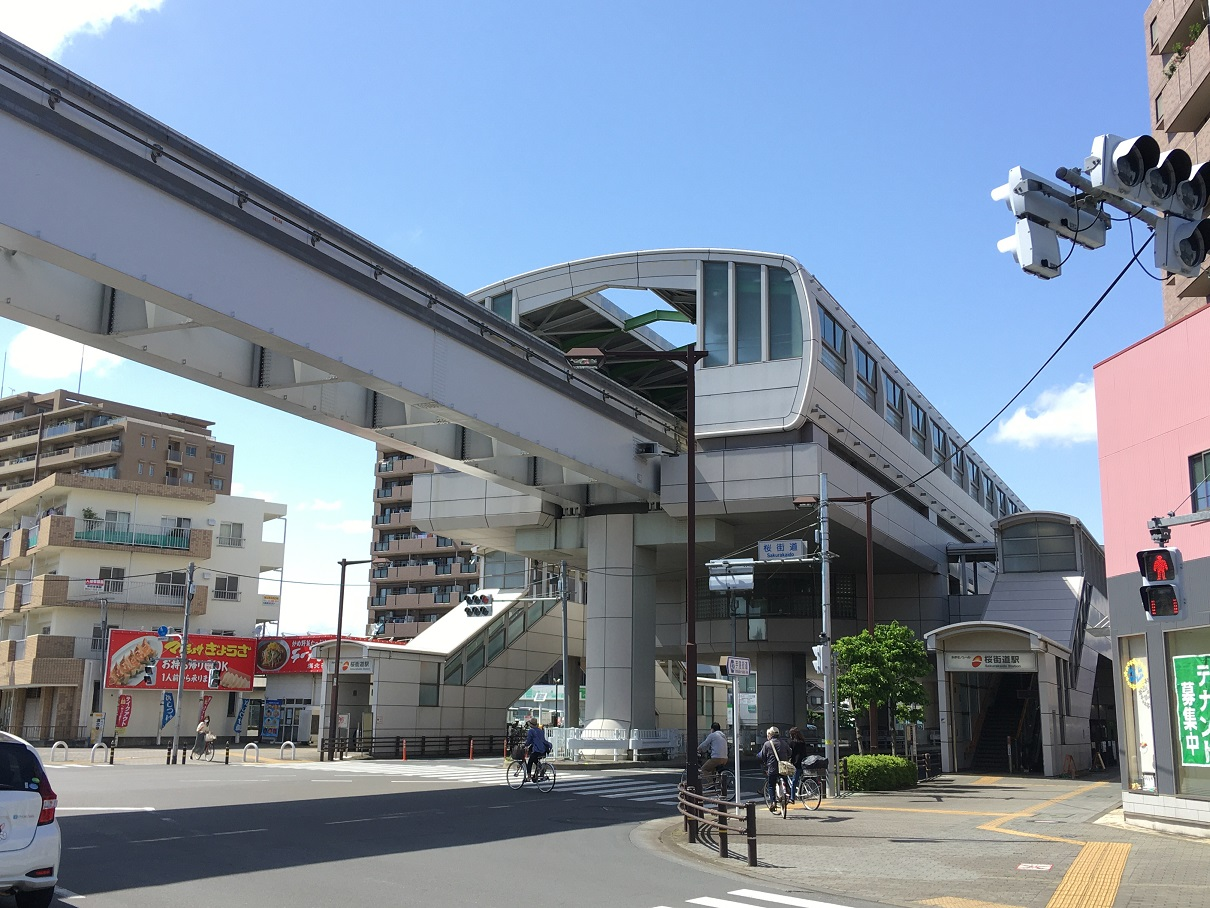
駅舎（下り方面側）
（2020年5月）

桜街道駅（さくらかいどうえき）は、東京都東大和市上北台三丁目にある、多摩都市モノレール線の駅である。
駅番号はTT18。

## 歴史
- 1998年（平成10年）11月27日：多摩都市モノレール線開通と同時に開業[1]。
- 2024年（令和6年）8月8日：当駅の屋根を修復中の男性が天井と高所作業車の手摺り部分に首から上を挟まれ死亡する事故が発生した[3]。

## 駅構造

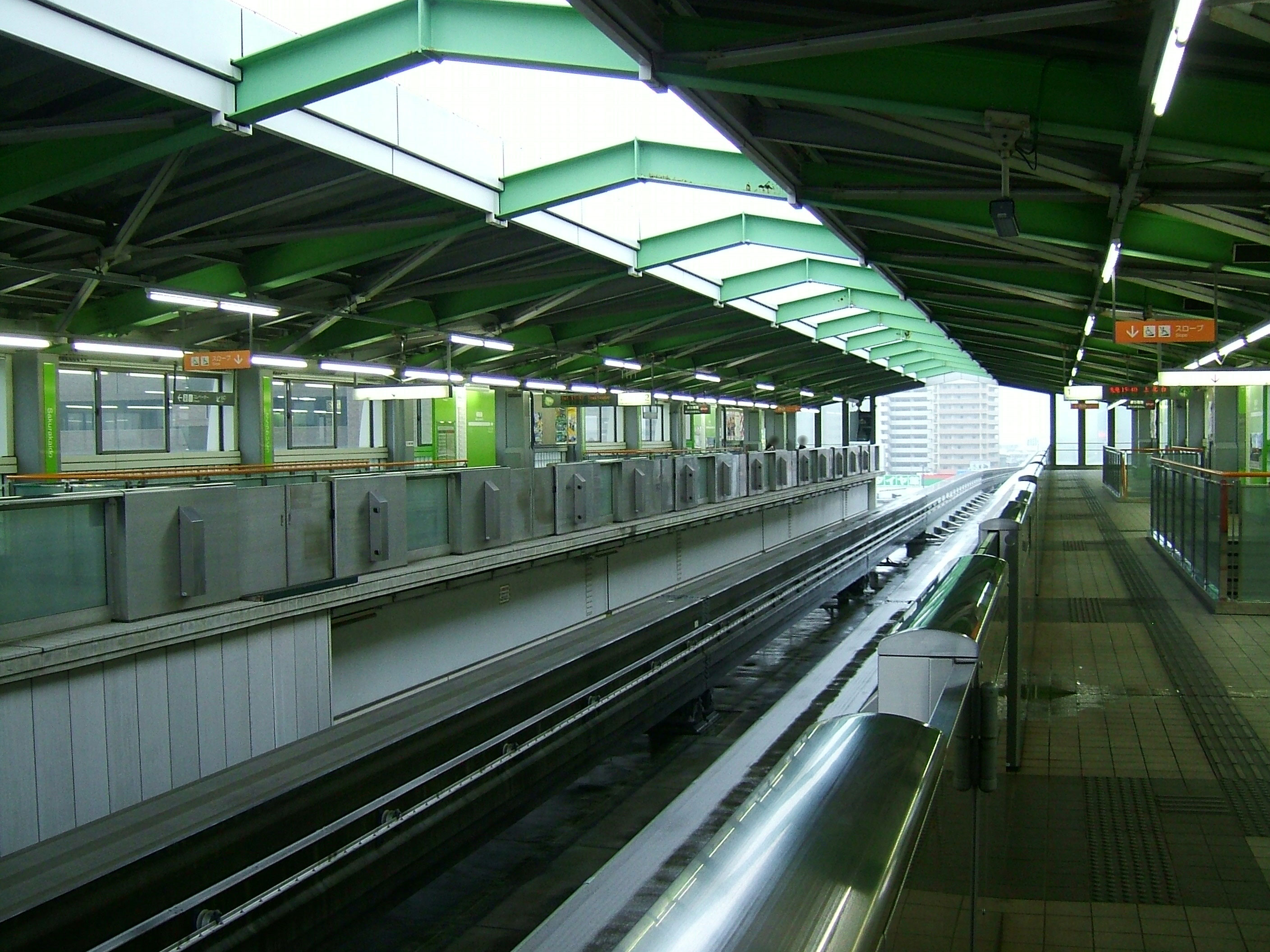
ホーム

相対式2面2線ホームを持つ高架駅。

### のりば
| 番線 | 路線                 | 行先             |
| ---- | -------------------- | ---------------- |
| 1    | 多摩都市モノレール線 | 上北台方面       |
| 2    | 多摩都市モノレール線 | 多摩センター方面 |

## 利用状況
2024年度の1日平均乗車人員は3,553人である。近年の1日平均乗車人員推移は下記の通り。
| 年度               | 多摩都市 モノレール | 出典       |
| ------------------ | ------------------- | ---------- |
| 1998年（平成10年） | 1,390               | [ モノ 2 ] |
| 1999年（平成11年） | 1,659               | [ モノ 2 ] |
| 2000年（平成12年） | 2,055               | [ モノ 2 ] |
| 2001年（平成13年） | 2,444               | [ モノ 2 ] |
| 2002年（平成14年） | 2,671               | [ モノ 2 ] |
| 2003年（平成15年） | 2,803               | [ モノ 2 ] |
| 2004年（平成16年） | 3,128               | [ モノ 2 ] |
| 2005年（平成17年） | 3,280               | [ モノ 2 ] |
| 2006年（平成18年） | 3,397               | [ モノ 2 ] |
| 2007年（平成19年） | 3,304               | [ モノ 2 ] |
| 2008年（平成20年） | 3,468               | [ モノ 2 ] |
| 2009年（平成21年） | 3,435               | [ モノ 2 ] |
| 2010年（平成22年） | 3,256               | [ モノ 2 ] |
| 2011年（平成23年） | 2,937               | [ モノ 2 ] |
| 2012年（平成24年） | 3,040               | [ モノ 3 ] |
| 2013年（平成25年） | 3,200               | [ モノ 3 ] |
| 2014年（平成26年） | 3,354               | [ モノ 3 ] |
| 2015年（平成27年） | 3,405               | [ モノ 3 ] |
| 2016年（平成28年） | 3,487               | [ モノ 3 ] |
| 2017年（平成29年） | 3,586               | [ モノ 3 ] |
| 2018年（平成30年） | 3,593               | [ モノ 3 ] |
| 2019年（令和元年） | 3,615               | [ モノ 3 ] |
| 2020年（令和02年） | 2,894               | [ モノ 3 ] |
| 2021年（令和03年） | 2,990               | [ モノ 3 ] |
| 2022年（令和04年） | 3,261               | [ モノ 4 ] |
| 2023年（令和05年） | 3,390               | [ モノ 5 ] |
| 2024年（令和06年） | 3,553               | [ モノ 1 ] |

## 駅周辺
- 森永乳業東京多摩工場・大和工場
- 芋窪街道
- 大南公園
- 都立東大和南公園
- 桜街道
- 南京亭
- 満北亭
- イトーヨーカドー東大和店
- ヤオコー 東大和店（旧・ダイエー東大和店）
- サンドラッグ東大和桜が丘店
- 都営村山団地

## バス路線
駅舎の真下に位置する「桜街道駅」と、駅からやや南側に位置する「桜街道」が存在する。MMシャトルを含めて全ての路線が立川バスで運行されるが、玉13は平日早朝のみである。

### 桜街道駅
北方向
- 玉13：芋窪（上北台駅経由）

南方向
- 玉13：玉川上水駅

### 桜街道
北方向
- 玉10・立22・立23：村山団地
- 玉12-1：イオンモールむさし村山
- 玉12-2：武蔵村山病院
- 玉13：芋窪（上北台駅経由）
- MMシャトル：村山温泉かたくりの湯（イオンモールむさし村山経由）
- MMシャトル：武蔵村山市役所前

南方向
- 玉10・玉12-1・玉12-2・玉13・MMシャトル：玉川上水駅
- 立22：立川駅北口
- 立23：立川駅北口（玉川上水駅経由）

## 隣の駅
多摩都市モノレール
 多摩都市モノレール線
上北台駅 (TT19) - 桜街道駅 (TT18) - 玉川上水駅 (TT17)